# Bergungstod
Als Bergungstod bezeichnet man das Phänomen, dass vermeintlich gerettete Katastrophenopfer, die manchmal Stunden und Tage
in misslicher Lage überlebt hatten, Minuten nach der Bergung plötzlich doch sterben.

## Bergungstod bei Unterkühlung
Der Bergungstod bei Unterkühlung von Personen hat physiologische Ursachen: Der Mensch gibt die vom Körper produzierte Wärme über die Körperoberfläche ab. Verliert er mehr Wärme an die Umgebung, als die Thermoregulation generieren kann, ziehen sich die Blutgefäße der Körperoberfläche zusammen und verringern deren Durchblutung. Das warme Blut konzentriert sich auf die lebenswichtigen Organe, den sogenannten Körperkern. Die Temperatur der Körperschale (Haut, Arme, Beine) sinkt dabei noch weiter ab.
Wird der Patient jetzt aktiv erwärmt, weiten sich die Blutgefäße und das kalte Schalenblut fließt zurück zum Kern. Dies kann auch durch abrupte Lageveränderung beim Transport geschehen. Ist der Temperaturunterschied zwischen Kern und Schale zu groß, kommt es zum so genannten Afterdrop und eventuell – etwa im Aufwärmungsbad – zum Wiedererwärmungskollaps, wodurch es zu Herzrhythmusstörungen und einem Erliegen jeglicher Herz-Kreislauftätigkeit kommen kann. Aufgrund der Unterkühlung sind dann Wiederbelebungsmaßnahmen äußerst schwierig.
Daher ist nach Möglichkeit eine Flachlagerung und Immobilisation des Patienten anzustreben. Patienten mit mittelgradiger Hypothermie können durch eine Hibler-Wärmepackung erwärmt werden.

## Andere Ursachen
Bei Katastrophenopfern, wie zum Beispiel bei verschütteten Personen, ist der Bergungstod häufig darauf zurückzuführen, dass nach dem Wegräumen von auf den Verschütteten lastenden Trümmern gequetschte Gliedmaßen wieder durchblutet werden und somit verletzte Strukturen wieder zu bluten anfangen. Bei allen Katastrophenopfern besteht zudem die Gefahr, dass die noradrenagene Stressreaktion aussetzt. Vor der Rettung befinden sich nicht bewusstlose Personen in einer extremen Stresssituation. Dabei bewirken die Stresshormone Adrenalin und Cortisol ein Aufrechterhalten der lebenswichtigen Organfunktionen. Nach der Rettung reduziert sich dieser Stressmechanismus und der von den Stresshormonen aufrechterhaltene Blutkreislauf bricht zusammen.
Bei Schiffbrüchigen, die aus dem Wasser gerettet werden, kommen zwei weitere Gefahren hinzu: Schiffbrüchige treiben meist annähernd senkrecht im Wasser, wobei durch den Wasserdruck schon unmittelbar unterhalb der Wasseroberfläche ein gewisser Druck auf den Körper ausgeübt wird. Werden nun Schiffbrüchige z. B. von einem Hubschrauber an einer Seilwinde aus dem Wasser gezogen, fällt der Wasserdruck weg, die Gefäße erweitern sich und das Blut sackt in die Beine, wodurch es zu einer Unterversorgung der lebenswichtigen Organe im Rumpf kommt.

## Prominente Fälle und Lehren daraus
Das Bild des Schiffbrüchigen Frank Ferris, dessen Boot 1979 beim Fastnet Race untergegangen ist, ging durch die Weltpresse. Es wurde aus einem Hubschrauber der Royal Navy aufgenommen und zeigt, wie sich ein Retter zum im Wasser treibenden Ferris abseilt. Ferris starb Minuten später an Bord des Hubschraubers. Daraus zog man die Lehre, dass Rettungsboote für Schiffbrüchige Türen am Rumpf haben, um eine möglichst schonende, waagerechte Bergung zu ermöglichen. Bei Hubschraubern werden seitdem Rettungstragen oder Rettungskörbe eingesetzt, um Schiffbrüchige ebenfalls in waagerechter Position aus dem Wasser ziehen zu können.